# SafeSearch

Page d'accueil Google

SafeSearch (en français : « recherche sûre ») est une fonctionnalité du moteur de recherche de Google et de Google Images. L'objectif est de filtrer automatiquement la pornographie et le contenu potentiellement offensant et inapproprié des résultats de recherche,.
Le 11 novembre 2009, Google introduit la possibilité pour les utilisateurs de comptes Google de régler le niveau SafeSearch à la fois dans la recherche Web et dans la recherche des images. Une fois configuré, un mot de passe est requis pour modifier le paramètre.
Le 12 décembre 2012, Google supprime la possibilité de désactiver complètement le filtre, obligeant les utilisateurs à saisir des requêtes de recherche plus spécifiques pour accéder au contenu souhaité,,.
Ce paramètre est souvent utilisé sur les ordinateurs des établissements scolaires, pour empêcher les utilisateurs d'accéder à du contenu pornographique.
Certains gouvernements, tels que le gouvernement indonésien, ont déjà eu recours à SafeSearch en 2018 dans l'objectif de bloquer l'accès à la pornographie dans tout le pays.

## Efficacité
Un rapport du Berkman Center for Internet & Society de la Harvard Law School a déclaré que SafeSearch excluait de nombreux sites Web inoffensifs des listes de résultats de recherche, dont ceux créés par la Maison Blanche, IBM, l'American Library Association et Liz Claiborne.
D'un autre côté, certains résultats de recherche pornographiques s'affichent malgré le filtre, même lorsque des termes de recherche non pornographiques sont saisis. La mise sur liste noire de certains termes de recherche est entravée par les homographes. Le bannissement de certains sites est complexe en raison d'une adresse URL changeante, et de la difficulté à distinguer les contenus problématiques des contenus neutres pour les robots qui analysent le Web. La capacité de Google à filtrer la pornographie a été un facteur important dans sa relation avec la république populaire de Chine.